# Mali
Mali có tên chính thức là Cộng hòa Mali, (tiếng Pháp: République du Mali; tiếng Bambara: ߡߊߟߌ ߞߊ ߝߊߛߏߖߊߡߊߣ, Latinh hóa: Mali ka Fasojamana, tiếng Fula: 𞤈𞤫𞤲𞥆𞤣𞤢𞥄𞤲𞤣𞤭 𞤃𞤢𞥄𞤤𞤭, đã Latinh hoá: Renndaandi Maali, tiếng Ả Rập: جمهورية مالي) là một quốc gia nằm trong lục địa của miền tây châu Phi. Mali là đất nước có diện tích lớn thứ tám châu Phi, và có chung đường biên giới Algérie về phía bắc, Niger về phía đông, Burkina Faso và Côte d'Ivoire về phía nam, Guinée về phía tây nam, Sénégal và Mauritanie về phía tây. Diện tích của Mali vào khoảng 1.240.000 km² và dân số khoảng hơn 14 triệu người. Thủ đô của Mali là Bamako.
Mali được chia làm tám vùng và phần lớn diện tích nước này nằm trong khu vực sa mạc Sahara, trong khi vùng đất phía nam của Mali, nơi có đa số dân cư sinh sống, nằm trong lưu vực của hai con sông Niger và Sénégal. Cơ cấu kinh tế của Mali tập trung chủ yếu vào nông nghiệp và đánh bắt cá. Một số tài nguyên thiên nhiên của Mali bao gồm vàng, uranium, và muối. Mali được xem là một trong những quốc gia nghèo nhất thế giới.
Đất nước Mali hiện tại từng là một phần của ba đế quốc Tây Phi tồn tại trong lịch sử và kiểm soát đường thương mại xuyên Sahara Đế quốc Ghana, Đế quốc Mali (Mali được đặt tên theo đế quốc này), và đế quốc Songhai. Cuối thập niên 1800, Mali nằm dưới sự cai trị của người Pháp, và trở thành một phần của Soudan thuộc Pháp. Mali giành được độc lập vào năm 1959 cùng với Sénégal, và thành lập Liên bang Mali. Một năm sau Liên bang Mali tan rã và Mali trở thành một quốc gia độc lập. Sau một thời gian dài nằm dưới chế độ độc đảng cai trị, cuộc đảo chính 1991 dẫn tới sự thành lập một bản hiến pháp mới quy định thành lập nước Mali dân chủ và có một nhà nước đa đảng. Khoảng phân nửa dân số Mali sống dưới ngưỡng nghèo của quốc tế là 1,25$/ngày.

## Lịch sử
Trước kia Mali là một phần của ba đế quốc Tây Phi nổi tiếng, vốn kiểm soát đường thương mại xuyên Sahara vận chuyển vàng, muối, nô lệ, và các vật dụng quý giá khác. Ban đầu vùng đất ngày nay là Mali là bao gồm những vương quốc Sahel không có ranh giới địa chính trị cũng như một bản sắc dân tộc đặc thù. Đế quốc xuất hiện sớm nhất là đế quốc Ghana và được cai trị bởi người Soninke, vốn là một tộc người nói ngôn ngữ Mande. Quốc gia này mở rộng về Tây Phi từ thế kỷ thứ VIII đến năm 1078, khi nó bị chinh phục bởi triều Almoravids.

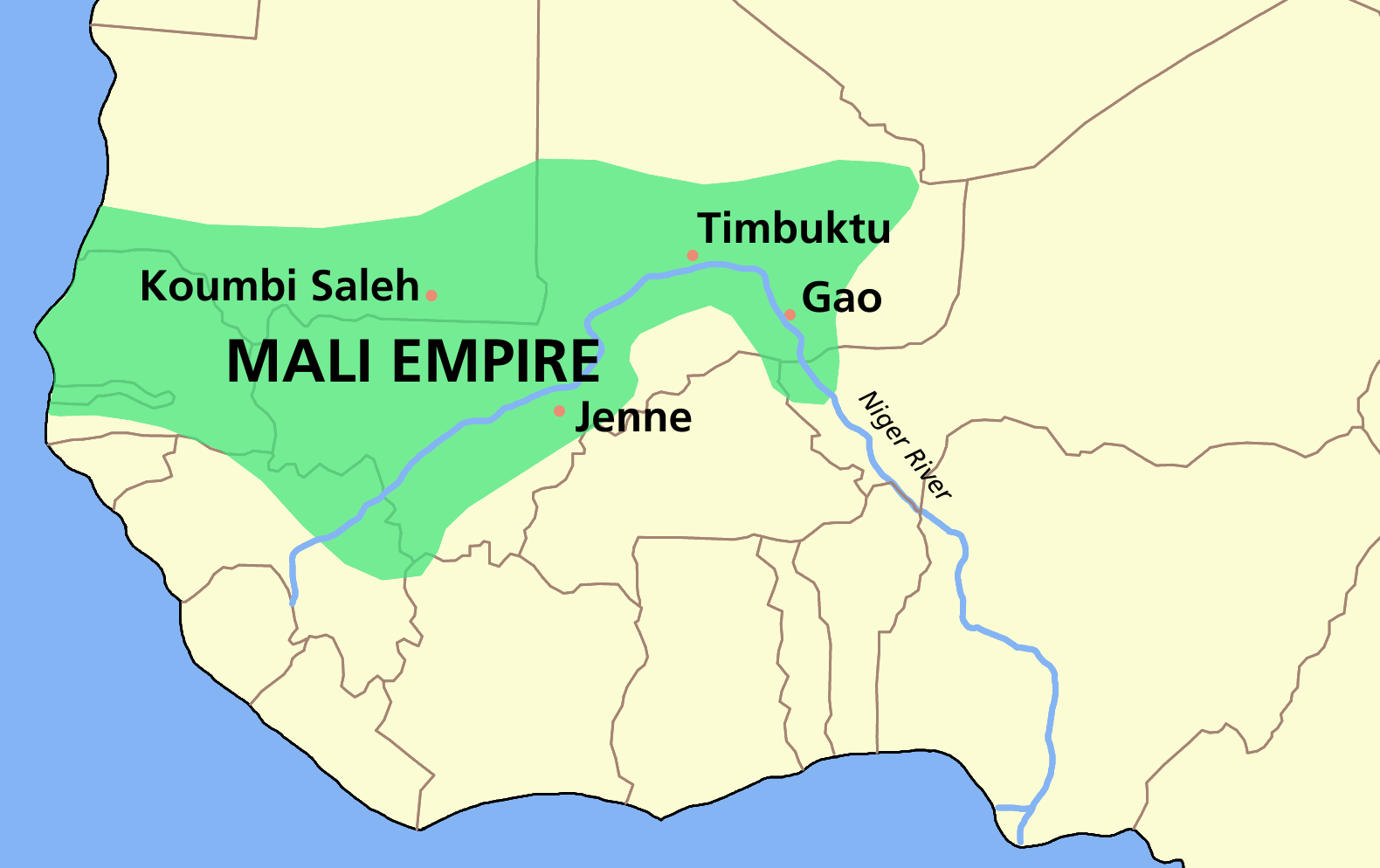
Thời kỳ thịnh vượng của Đế quốc Mali

Sau đó, đế quốc Mali được thành lập ở phía bắc con sông Niger, và đạt tới đỉnh cao quyền lực của nó vào thế kỷ XIV. Trong thời kỳ đế quốc Mali tồn tại, các thành phố cổ đại của Djenné và Timbuktu trở thành trung tâm thương mại và học thuật hồi giáo. Đế quốc này sau đó bị sụp đổ do những âm mưu chia rẽ trong nội bộ, và được thay thế bởi đế quốc Songhai. Tộc người Songhai bắt nguồn từ nơi mà hiện nay là miền tây bắc Nigeria. Người Songhai vốn đã tồn tại từ lâu ở Tây Phi và hiện diện như là một thế lực chính chống lại sự cai trị của đế quốc Mali.
Vào cuối thế kỷ XIV, người Songhai dần dần giành được độc lập từ đế quốc Mali và sau đó mở rộng ảnh hưởng rồi cuối cùng làm chủ toàn bộ phần phía đông của đế quốc Mali. Tiếp đó đế quốc của người Songhai sụp đổ sau cuộc xâm lược của người Maroc do Judar Pasha chỉ huy vào năm 1591. Sự sụp đổ của đế quốc Songhai đánh dấu sự kết thúc vai trò của khu vực này như là một phần của tuyến đường thương mại. Tuy nhiên sau khi các tuyến đường biển được thiết lập bởi các cường quốc Phương Tây, tuyến đường thương mại xuyên Sahara mất đi tầm quan trọng của nó. Nạn đói tồi tệ nhất được ghi nhận trong khoảng thời gian từ năm 1738 đến năm 1756, đã giết chết khoảng một nửa dân số ở Timbuktu.
Trong thời kỳ thuộc địa, Mali nắm dưới sự cai trị của Pháp bắt đầu từ cuối thế kỷ XIX. Đến năm 1905, phần lớn các khu vực của Mali đều do các công ty Pháp quản lý và là một phần của Sudan thuộc Pháp. Vào đầu năm 1959, Mali (sau đó là Cộng hòa Sudan) và Sénégal hợp nhất để trở thành Liên bang Mali. Liên bang Mali giành được độc lập từ Pháp vào ngày 20 tháng 6 năm 1960. Sau đó Sénégal rút khỏi liên bang vào tháng 8 năm 1960, điều này tạo điều kiện cho việc thành lập nhà nước độc lập của Mali vào ngày 22 tháng 9 năm 1960. Modibo Keïta được bầu làm tổng thống đầu tiên. Ngay lập tức Keïta thiết lập một nhà nước đơn đảng, trên vị thế độc lập theo định hướng xã hội chủ nghĩa với các mối quan hệ chặt chẽ với phương Đông, và thực hiện quốc hữu hóa để kiểm soát các nguồn tài nguyên của đất nước.
Vào tháng 11 năm 1968, do nền kinh tế của Mali tiếp tục suy giảm và trì trệ, chính phủ của Keïta bị lật đổ trong một cuộc đảo chính không đổ máu được tiến hành bởi Moussa Traoré. Sau sự kiện này, Mali được điều hành bởi một chính phủ quân sự với Traoré là tổng thống, ông này đã nỗ lực cải cách nền kinh tế. Tuy nhiên mọi cố gắng của ông đều trở nên vô nghĩa bởi bất ổn chính trị và nạn hạn hán tàn phá trong khoảng thời gian giữa năm 1968 và 1974, vốn đã giết chết hàng ngàn người. Chính phủ Traoré còn phải đối mặt với cuộc bạo động của sinh viên bắt đầu nổ ra vào cuối thập kỷ 1970 và ba nỗ lực đảo chính. Tuy nhiên, Traoré đã dập tắt được mọi sự chống đối cho đến cuối thập kỷ 1980.
Trong thời gian này, chính phủ tiếp tục tiến hành cải cách kinh tế, tuy nhiên sự bất bình trong dân chúng ngày càng gia tăng. Đáp lại những yêu cầu ngày càng tăng phải có một nền dân chủ đa đảng, chính phủ Traoré cho phép một số quyền tự do hạn chế về chính trị, nhưng lại từ chối thiết lập hệ thống dân chủ một cách đầy đủ. Năm 1990, các phong trào chống đối liên tiếp nổi lên, và tình hình càng phức tạp hơn bởi bạo độc sắc tộc ở miền bắc theo sau sự trở về của nhiều người Tuareg về Mali.
Phong trào chống đối chính phủ cuối cùng đã dẫn đến cuộc đảo chính vào năm 1991 đi đến thiết lập một chính phủ chuyển tiếp, và một bản hiến pháp mới. Năm 1992, Alpha Oumar Konaré trở thành tổng thống Mali đầu tiên chiến thắng trong một cuộc bầu cử dân chủ, đa đảng. Và trong lần tái bầu cử vào năm 1997, Tổng thống Konaré đã thông qua một loạt các chính sách cải cách kinh tế và chính trị, chiến đấu chống tham nhũng. Năm 2002, ông từ chức và qua một cuộc bầu cử dân chủ, chính phủ Mali được điều hành bởi Amadou Toumani Touré, một tướng về hưu, vốn là người lãnh đạo về mặt quân sự của cuộc đảo chính vào năm 1991. Ngày nay, Mali là một trong những nước có được sự ổn định chính trị và xã hội nhất châu Phi.

## Địa lý

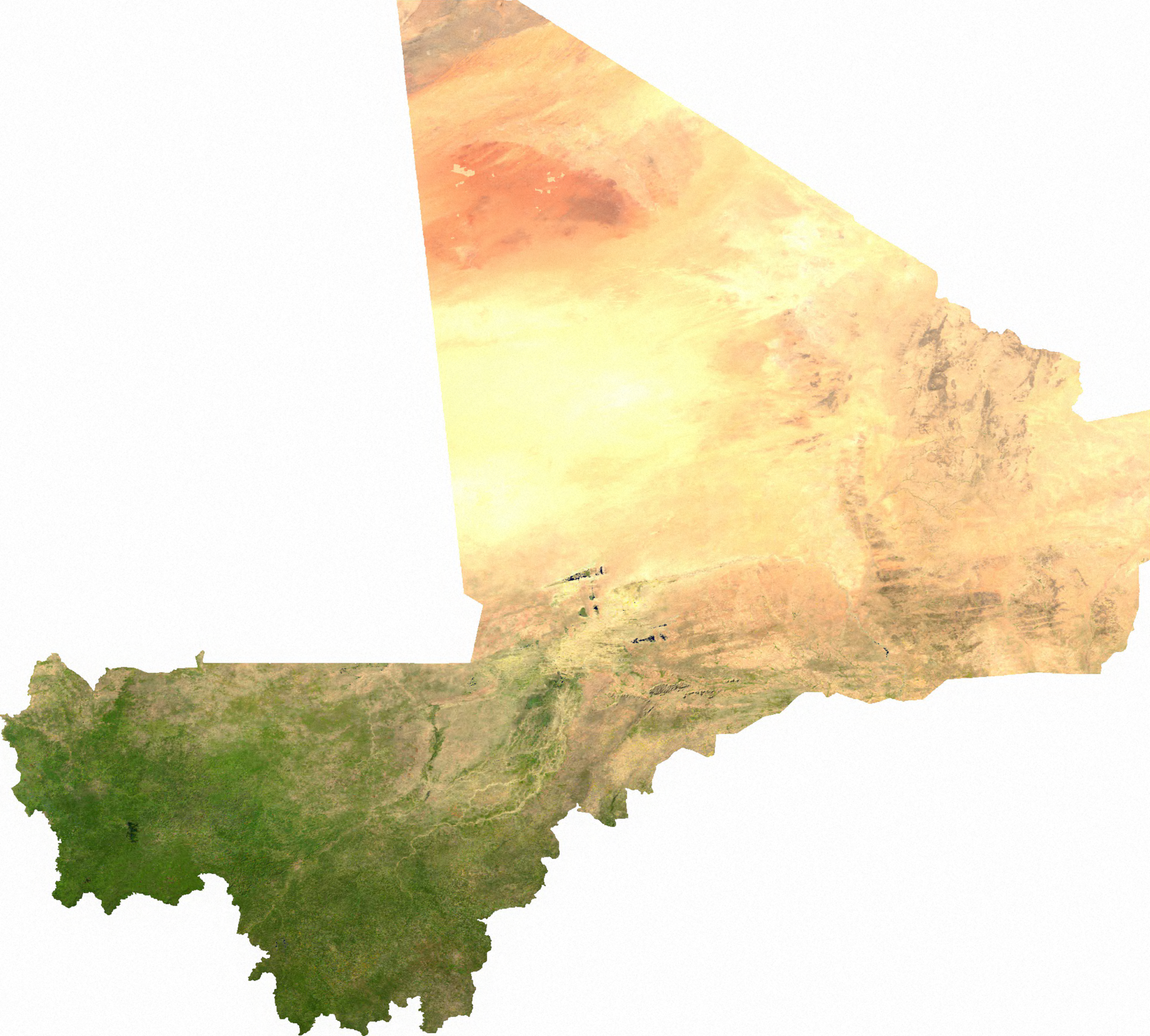
Ảnh vệ tinh Mali

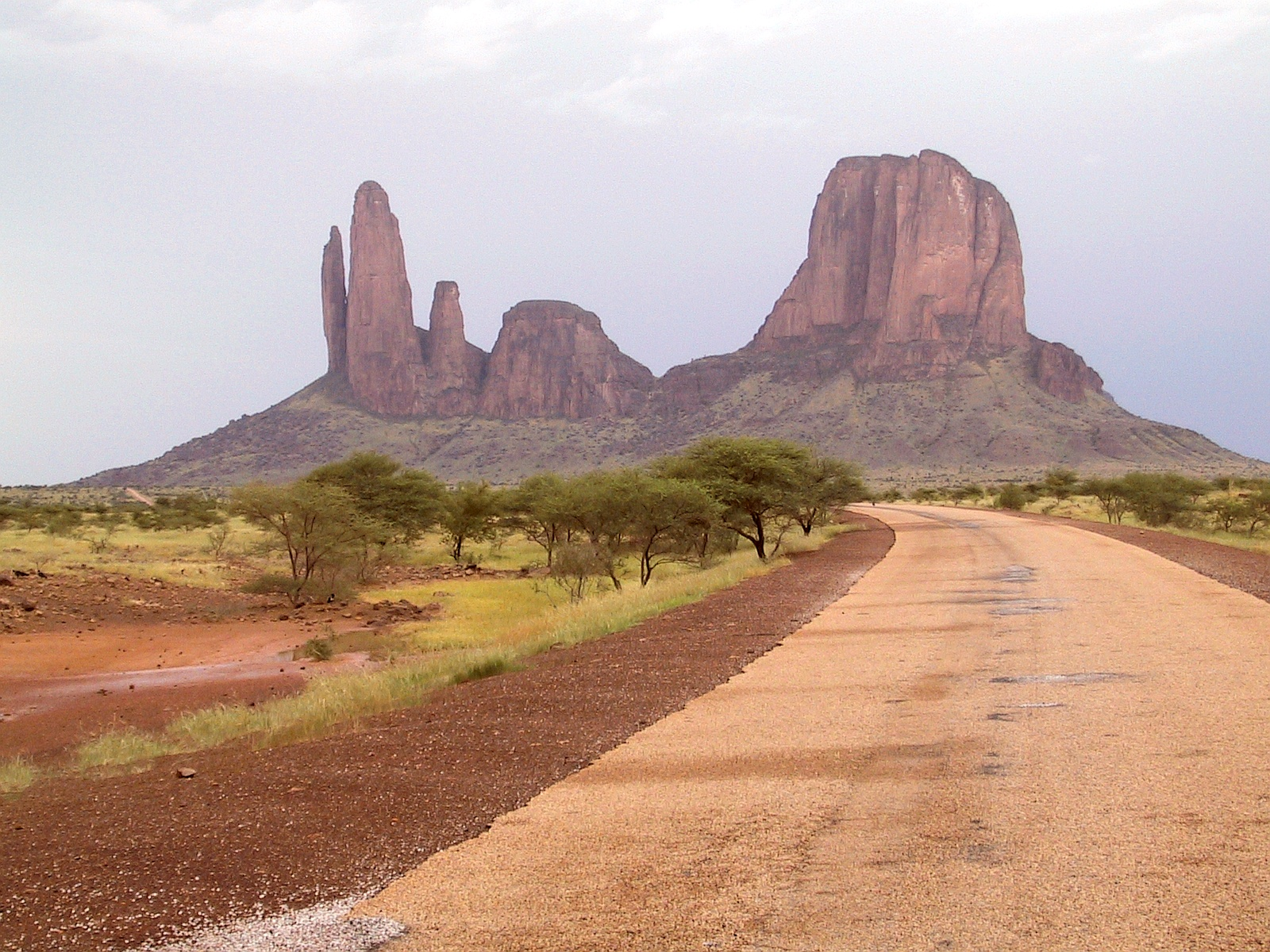
Quang cảnh Hombori

Mali là một đất nước nằm hoàn toàn trong lục địa ở Tây Phi, ở phía tây nam của Algérie. Với diện tích là 1.240.000 km², Mali là quốc gia có diện tích đứng hàng thứ 24 trên thế giới và tương đương với diện tích của Cộng hòa Nam Phia hay Angola. Phần lớn lãnh thổ của Mali nằm ở phần phía nam sa mạc Sahara, vốn chủ yếu được bao phủ bởi một vùng cây savanna Sudan. Địa hình của Mali phần lớn là bằng phẳng, và càng đi lên phía bắc thì được bao phủ chủ yếu bởi cát. Vùng Adrar des Ifoghas nằm ở phía đông bắc.
Mali có nhiều vùng khí hậu như khí hậu nhiệt đới ở miền nam tới khí hậu khô nóng ở miền bắc. Phần lớn diện tích của Mali nhận được lượng mưa không đáng kể; và nạn hạn hán xảy ra thường xuyên. Từ cuối tháng 6 đến đầu tháng 12 là mùa mưa. Trong thời gian này, con sông Niger thường gây ra lũ lụt, đồng thời tạo nên Đồng bằng nội Niger. Maii có nhiều nguồn tài nguyên thiên nhiên đáng kể, với vàng, uranium, phosphate, kaolinit, muối và đá vôi là các tài nguyên đang được khác thác rộng rãi nhất. Mali phải đối mặt với nhiều thử thách về môi trường, bao gồm sự sa mạc hóa, phá rừng, xói mòn đất, và thiếu nguồn cung cấp nước sạch. Mỗi vùng đều có một thống đốc. Vì lý do các vùng của Mali có diện tích rất lớn, toàn bộ nước này được chia thành 49 cercle, bao gồm 288 huyện. Các thị trưởng và thành viên hội đồng thành phố được bầu để điều hành các huyện.
Các vùng và quận của Mali bao gồm:
- Gao
- Kayes
- Kidal
- Koulikoro
- Mopti
- Ségou
- Sikasso
- Tombouctou (Timbuktu)
- Quận thủ đô Bamako

## Chính trị và chính phủ

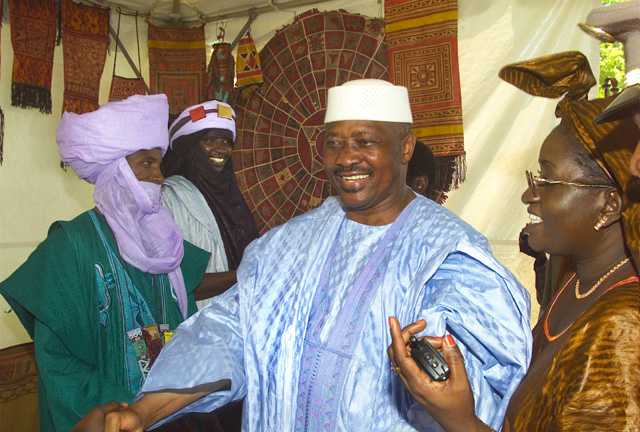
Tổng thống Mali Amadou Toumani Touré

Mali là một quốc gia dân chủ lập hiến được quy định trong hiến pháp ngày 12 tháng 1 năm 1992, vốn được bổ sung vào năm 1999. Hiến pháp cũng quy định sự phân chia quyền lực giữa ba ngành lập pháp, hành pháp, và tư pháp của chính phủ. Hệ thống chính phủ Mali được miêu tả như là chế độ "bán tổng thống".
Quyền hành pháp được trao cho tổng thống, vốn được bầu cho một nhiệm kỳ 5 năm bằng phổ thông đầu phiếu và bị giới hạn trong hai nhiệm kỳ. Tổng thống đóng vai trò là Nguyên thủ quốc gia và Tổng tư lệnh các lực lượng vũ trang. Một Thủ tướng được chỉ định bởi tổng thống như là người đứng đầu chính phủ, và đến lượt người này có trách nhiệm bổ nhiệm Hội đồng Bộ trưởng. Hội đồng Quốc gia theo cơ chế đơn viện là cơ quan lập pháp duy nhất của Mali, gồm các đại biểu được bầu cho một nhiệm kỳ 5 năm. Trong cuộc bầu cử năm 2007, Liên minh vì Dân chủ và Tiến bộ đạt được 113 ghế trong tổng số 160 ghế trong hội đồng. Hội đồng tổ chức hai cuộc họp thường kỳ mỗi năm, trong đó những vấn đề được đưa ra tranh luận và bỏ phiếu thông qua các dự luật được đề cử bởi những thành viên của chính phủ. Nền dân chủ ở Mali tiến triển khả quan sau các cuộc bầu cử địa phương vào cuối tháng 4 năm 2009, mặc dù các khiếm khuyết quan trọng và các vụ lôi kéo bầu cử vẫn còn tồn tại.
Hiến pháp Mali cung cấp một nền tảng cho một nền tư pháp độc lập, nhưng ngành hành pháp vẫn còn có tác động đến ngành tư pháp thông qua việc bổ nhiệm các thẩm phán và giám sát cả hai chức năng tư pháp và thực thi pháp luật. Các tòa án bậc cao của Mali bao gồm Tòa án Tối cao, vốn nắm cả quyền tư pháp và quản lý hành chính, và Tòa án Hiến pháp riêng biệt có trách nhiệm kiểm tra mặt tư pháp của các đạo luật và phục vụ như là cơ quan phân xử trong các tranh chấp bầu cử. Các tòa án cấp thấp của Mali vẫn tồn tại, mặc dù các trưởng thôn và trưởng lão trong làng là những người giải quyết phần lớn các tranh chấp ở vùng nông thôn.

## Quan hệ đối ngoại và quân sự

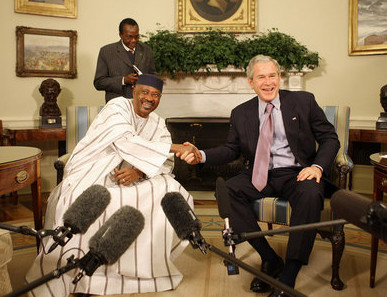
Tổng thống Mali Amadou Toumani Touré với Cựu tổng thống Hoa Kỳ George W. Bush

Chính sách đối ngoại của Mali dần dần trở nên thực dụng và thân phương Tây theo thời gian. Kể từ khi việc thành lập thể chế dân chủ chính phủ vào năm 2002, các mối quan hệ của Mali với phương Tây nói chung và với Hoa Kỳ nói riêng đã được cải thiện đáng kể. Mali có mối quan hệ không bền vững và lâu dài với Pháp, nước đã từng thống trị Mali trước đây. Mali là một thành viên tích cực của các tổ chức trong khu vực như Liên minh châu Phi, tham gia kiểm soát và giải quyết các xung đột trong vùng, như tại Côte d’Ivoire, Liberia, và Sierra Leone, là một trong những thành tựu chính của chính sách đối ngoại của Mali. Tuy nhiên Mali lại bị cảm thấy đe dọa bởi những xung đột thường xuyên ở các nước láng giềng, và các mối quan hệ với nước này luôn trong tình trạng bấp bênh. Sự mất an ninh chung dọc biên giới ở phía bắc, bao gồm các vụ cướp bóc và khủng bố, vẫn còn là các vấn đề đáng lo ngại trong khu vực.
Quân đội Mali bao gồm lực lượng bộ binh và không quân, cũng như lực lượng bán quân sự là Hiến binh và Vệ binh Cộng hòa, tất cả đều nằm dưới quyền cua Bộ trưởng Quốc phòng và Cựu chiến binh Mali, đứng đầu là một viên chức dân sự. Lực lượng quân đội của nước này chỉ được trả lương thấp, trang bị kém, và cần cơ cấu hợp lý. Tổ chức của quân đội đã bị xáo trộn khi lực lượng không chính quy của người Tuareg được sáp nhập với lực lượng chính quy của quân đội sau một thỏa thuận giữa chính phủ và quân nổi dậy Tuareg vào năm 1992. Nói chung quân đội giữ một vai trò thấp kể từ khi sự chuyển giao nền dân chủ diễn ra vào năm 1992. Tổng thống đương nhiệm, Amadou Toumani Touré, là một cựu tướng lĩnh và đã giành được sự ủng hộ rộng rãi từ quân đội. Trong báo cáo nhân quyền hằng năm trong năm 2003, Bộ Ngoại giao Hoa Kỳ đánh giá cao sự kiểm soát dân sự của lực lượng an ninh là tương đối hiệu quả như lưu ý rằng một vài "biện pháp mà lực lượng an ninh thực thi lại độc lập với chính sách của chính quyền."

## Kinh tế

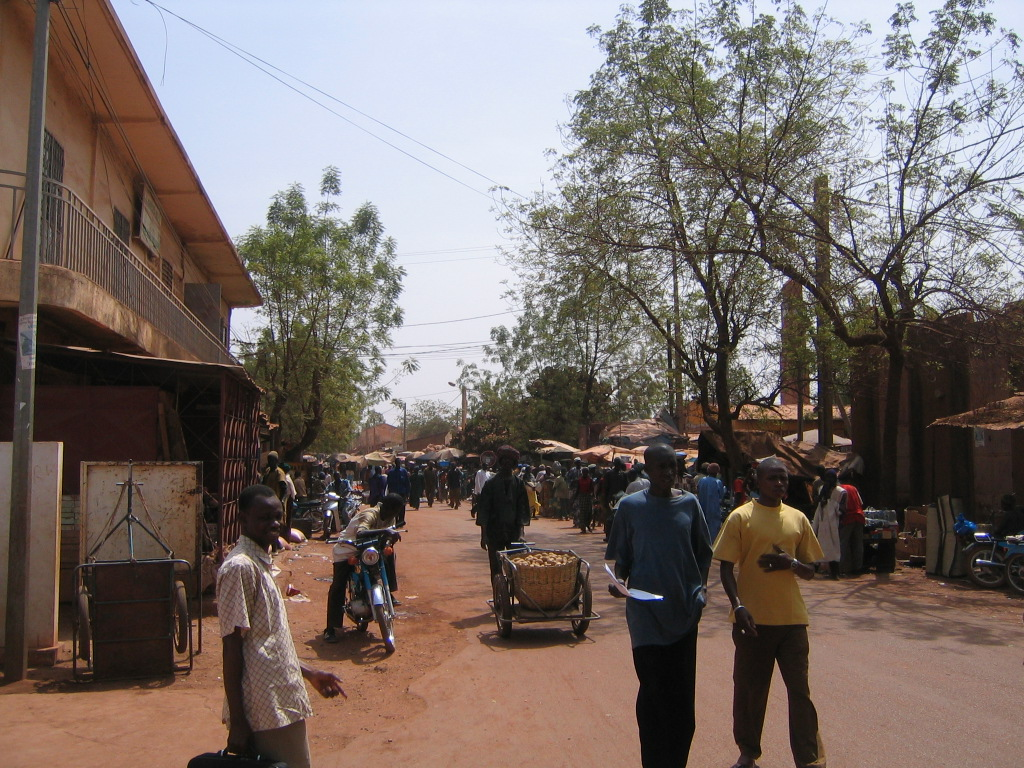
Quang cảnh chợ tại Kati

Mali là một trong những quốc gia nghèo nhất thế giới. Lương trung bình hằng năm của công nhân xấp xỉ khoảng 1.500 đô la. Trong khoảng thời gian giữa năm 1992 và 1995, Mali triển khai một chương trình điều chỉnh nền kinh tế mà kết quả của nó là giúp tăng trưởng kinh tế và giảm mất cân bằng ngân sách. Chương trình cũng đã nâng cao điều kiện xã hội và kinh tế, đồng thời giúp Mali gia nhập Tổ chức Thương mại Thế giới ngày 31 tháng 5 năm 1995. Nhờ đó, tổng sản phẩm quốc gia (GDP) bắt đầu tăng. Năm 2002, tổng lượng GDP là 3,4 tỷ đô la, và tăng đến 5,8 tỷ đô la vào năm 2005,, trong khoảng thời gian này mức tăng trưởng GDP đạt 17,6%.
Ngành kinh tế chủ chốt của Mali là trồng cây công nghiệp. Bông là cây trồng xuất khẩu lớn nhất của nước này và được xuất về hướng tây thông qua Sénégal và Bờ Biển Ngà. Trong năm 2002, sản lượng bông ở Mali đạt 620.000 tấn nhưng giá bông lại bị sụp giảm đáng kể trong năm 2003. Ngoài bông, Mali còn sản xuất gạo, kê, bắp, rau quả, thuốc lá, và các loại cây trồng khác. Vàng, chăn nuôi và nông nghiệp chiếm khoảng 80% hàng hóa xuất khẩu của Mali. 80% công nhân Mali làm trong ngành nông nghiệp và 15% làm việc trong khu vực dịch vụ. Tuy nhiên, sự biến đổi thời tiết theo mùa dẫn đến sự thất nghiệp tạm thời một cách thường xuyên của các công nhân nông nghiệp. Các động vật được chăn nuôi ở Mali bao gồm hàng triệu gia súc, cừu và dê. Khoảng 40% đàn gia súc của Mali bị mất trong nạn hạn hán Sahel vào năm 1972-74.

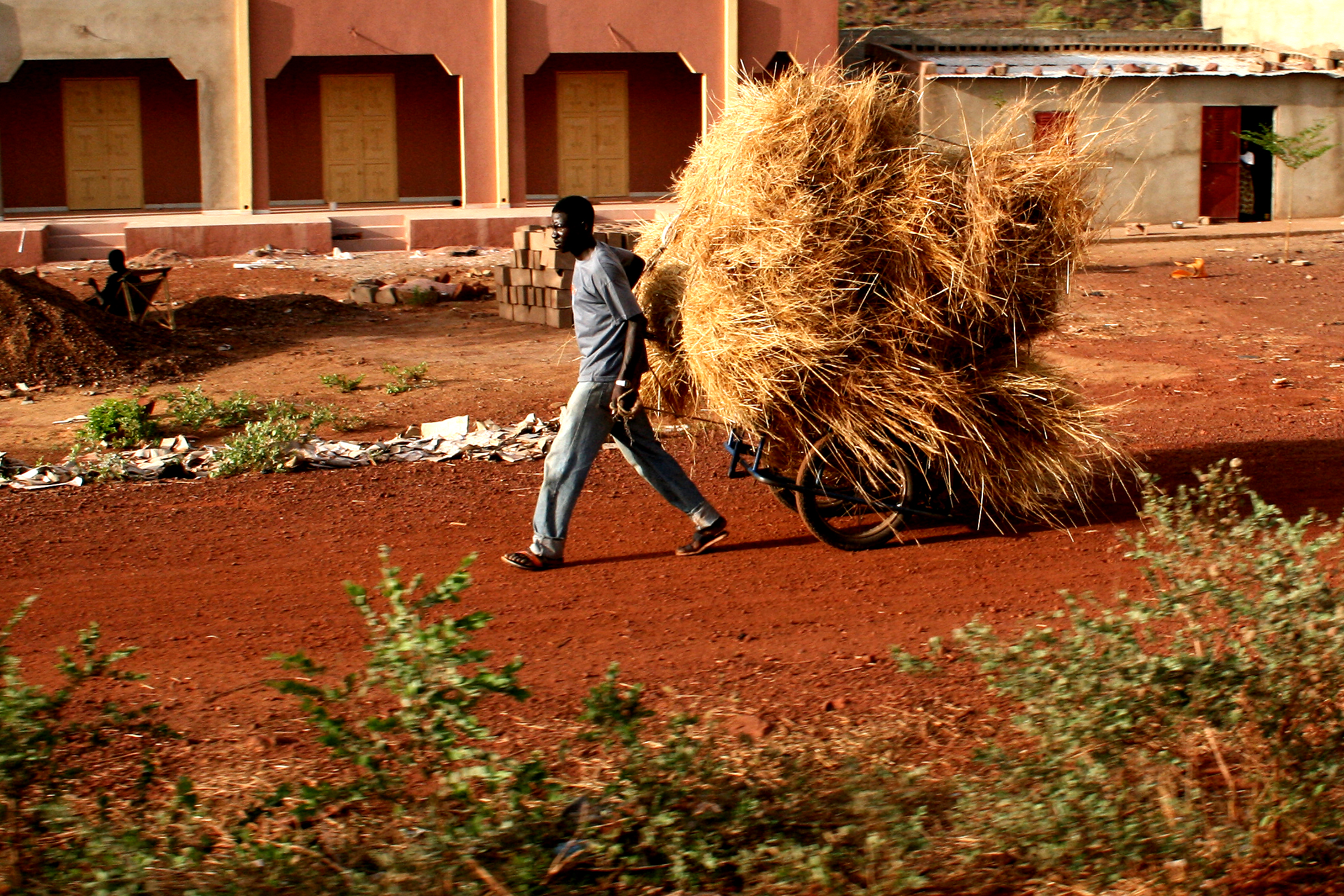
Một nông dân đang thu hoạch cỏ khô

Năm 1991, với sự giúp đỡ của Hiệp hội Phát triển Quốc tế, Mali có thể thực thi các luật khác thác mới giúp tăng cường các nguồn đầu tư và đổi mới ngành công nghiệp khai khoáng. Vàng được khai thác ở miền nam Mali, nơi có trữ lượng lớn thứ ba châu Phi (sau Nam Phi và Ghana). Sự xuất hiện của vàng như là hàng hóa xuất khẩu chính của Mali từ năm 1999 đã giúp làm giảm nhẹ tác động tiêu cực của khủng hoảng bông ở Bờ Biển Ngà. Các nguồn tài nguyên khác của Mali bao gồm kaolinit, muối, phosphate, và đá vôi.
Các công ty điện và nước của Mali là Energie du Mali, hay EDM, các công ty dệt là Textile du Mali, hay ITEMA. Mali có tỉ lệ sử dụng thủy điện tương đối hiệu quả, vốn chiếm hơn một nửa sản lượng điện của nước này. Năm 2002, 700 GWh thủy điện được tạo ra ở Mali.
Chính phủ Mali cũng thi hành nhiều chính sách hỗ trợ đầu tư nước ngoài, bao gồm thương mại và tư nhân hóa. Mali bắt đầu trải qua sự cải cách kinh tế vào năm 1988 với các thỏa thuận với Ngân hàng Thế giới và Quỹ Tiền tệ Quốc tế. Trong khoảng thời gian từ năm 1988 đến 1996, chính phủ Mali chủ yếu thực hiện cải cách các doanh nghiệp công. Trong cuộc cải cách, 16 doanh nghiệp đã được tư nhân hóa. 12 doanh nghiệp được tư nhân hóa một phần và 12 doanh nghiệp bị giải thể. Năm 2005, chính phủ Mali nhượng lại công ty đường sắt cho Tập đoàn Savage. Hai công ty lớn khác của nước này, Societé de Telecommunications du Mali (SOTELMA) và Cotton Ginning Company (CMDT), dự kiến sẽ được tư nhân hóa vào năm 2008.
Mali là thành viên của Tổ chức vì Sự hài hòa Luật thương mại châu Phi (OHADA).

## Nhân khẩu

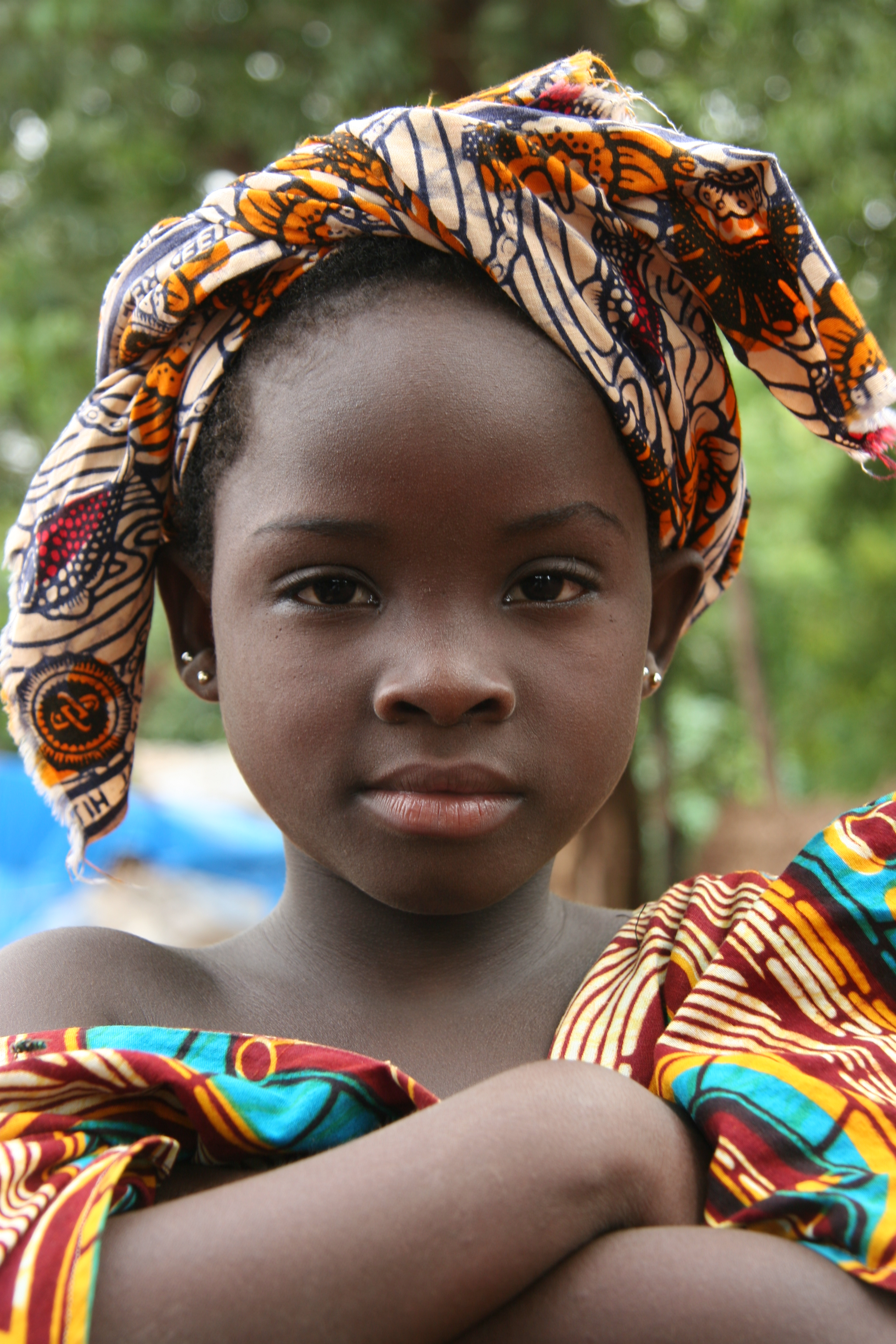
Một bé gái người Bozo ở Bamako

Vào tháng 7,2009, dân số của Mali được ước tính là khoảng 13 triệu người, với tỉ lệ tăng hằng năm là 2.7%. Phần lớn dân cư tập trung ở nông thôn (68% năm 2002), và đến 10% người dân Mali sống du mục. Hơn 90% dân số sống ở miền nam của đất nước, đặc biệt là ở Bamako, nơi cư trú của hơn 1 triệu người.
Năm 2007, khoảng 48% dân số Mali dưới 15 tuổi, 49% dân số nằm trong khoảng 15–64 tuổi, và 3% còn lại nằm trong độ tuổi 65 hay già hơn. Tuổi trung bình của Mali là 15,9 năm. Tỉ lệ sinh vào năm 2007 là 49,6 trẻ mỗi 1.000d dân, và the tỉ lệ thụ thai cộng dồn là 7,4 mỗi phụ nữ. Tỉ lệ tử vong năm 2007 là 16,5 mỗi 1.000 người. Kỳ vọng sống khi sanh của một đứa trẻ là 49,5 năm (47,6 đối với nam và 51,5 đối với nữ). Mali là một trong những nước có tỉ lệ tử vong sơ sinh cao nhất thế giới, với 106 trẻ mất mỗi 1.000 ca sinh trong năm 2007.
Dân số Mali bao gồm một số nhóm sắc tộc ở khu vực cận Sahara, phần lớn các nhóm này có đặc điểm tương đồng về ngôn ngữ, văn hóa và lịch sử. Người Bambara là nhóm sắc tộc chiếm tỉ lệ cao nhất trong dân chiếm 36.5% dân số. Gộp chung lại, các nhóm người Bambara, Soninké, Khassonké, và Malinké, là các dân tộc khác nhau của người Mandé, chiếm 50% dân số Mali. Các nhóm người quan trọng khác là Peul (17%), Voltaic (12%), Songhai (6%), người Tuareg và Moor (10%). Trong quá trình lịch sử, các nhóm sắc tộc ở Mali có mối quan hệ hòa hợp; tuy nhiêm vẫn còn các quan hệ nô dịch vẫn còn được truyền lại giữa các dân tộc, như mối quan hệ căng thẳng giữa người Songhai và Tuareg. Trong 40 năm qua, nạn hạn hán đã buộc nhiều người Tuareg phải từ bỏ lối sống du mục của mình.
Ngôn ngữ được sử dụng chính thức ở Mali là tiếng Pháp, nhưng hơn 40 ngôn ngữ châu Phi cũng được các nhóm sắc tộc khác nhau sử dụng. Khoảng 80% dân số Mali có thể giao tiếp bằng tiếng Bambara, vốn là ngôn ngữ chung của nhiều nhóm sắc tộc và được dùng chủ yếu trong giao tiếp.

### Tôn giáo
| Tôn giáo ở Mali | Tôn giáo ở Mali | Tôn giáo ở Mali | Tôn giáo ở Mali | Tôn giáo ở Mali |
| --------------- | --------------- | --------------- | --------------- | --------------- |
| tôn giáo        | tôn giáo        |                 | phần trăm       | phần trăm       |
| Hồi giáo        | Hồi giáo        |                 | 90%             | 90%             |
| Kitô giáo       | Kitô giáo       |                 | 5%              | 5%              |
| Bản địa         | Bản địa         |                 | 5%              | 5%              |

Ước tính có khoảng 90% dân số Mali theo đạo Hồi (phần lớn là hệ phái Sunni), khoảng 5% là theo Kitô giáo (khoảng hai phần ba theo Giáo hội Công giáo Rôma và một phần ba là theo Tin Lành) và 5% còn lại theo các tín ngưỡng vật linh truyền thống bản địa. Một số ít người Mali theo thuyết vô thần và thuyết bất khả tri, phần lớn họ thực hiện những nghi lễ tôn giáo cơ bản hằng ngày. Các phong tục Hồi giáo ở Mali có mức độ vừa phải, khoan dung, và đã thay đổi theo các điều kiện của địa phương; các mối quan hệ giữa người Hồi giáo và các cộng đồng tôn giáo nhỏ khác nói chung là thân thiện. Hiến pháp của Mali đã quy định một thể chế nhà nước thế tục và ủng hộ quyền tự do tôn giáo, và chính phủ Mali phải đảm bảo quyền này.

## Y tế và giáo dục
Mali phải đối mặt với nhiều vấn đề sức khỏe liên quan tới nghèo, suy dinh dưỡng, và vệ sinh. Các chỉ số sức khỏe và phát triển của Mali thuộc vào hàng thấp nhất trên thế giới. Trong năm 2000, ước tính chỉ có 62–65 phần trăm dân số có thể tiếp cận được với nguồn nước an toàn và chỉ 69 phần trăm dân số được tiếp cận một số loại hình dịch vụ vệ sinh. Năm 2001, chi tiêu của chính phủ về y tế nói chung vào khoảng 4 đô la trung bình mỗi người dân. Các cơ sở y tế ở Mali rất hạn chế, và luôn ở trong tình trạng thiếu thuốc sử dụng. Sốt rét và các bệnh do động vật chân khớp đang lan tràn nhiều vùng ở Mali, cùng với các bệnh nhiễm khuẩn như tả và lao. Dân số Mali cũng có một tỉ lệ cao trẻ suy dinh dưỡng và tỉ lệ tiên chủng thấp. Ước tính khoảng 1,9 phần trăm dân số Mali bị ảnh hưởng bởi đại dịch HIV/AIDS và nằm trong số những nước có tỉ lệ bệnh này thấp nhất ở khu vực Châu Phi cận Sahra.

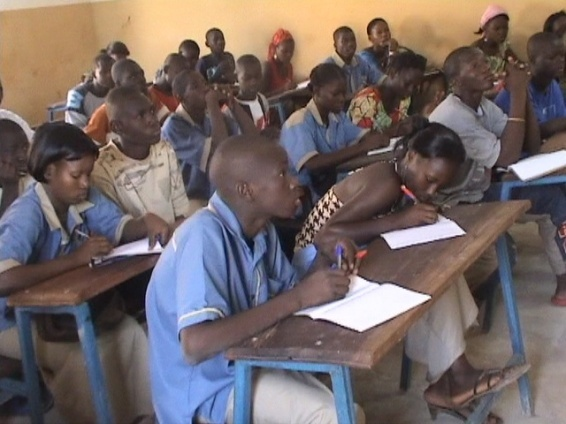
Lớp học phổ thông tại Kati, Mali

Giáo dục công của Mali theo nguyên tắc miễn phí và bắt buộc đối với trẻ em từ 7 tuổi đến 16 tuổi. Hệ thống giáo dục bao gồm sáu năm tiểu học bắt đầu lúc trẻ em bảy tuổi, sau đó là sáu năm trung học. Tuy nhiên, tỉ lệ đến trường của trẻ em Mali lại thật sự thấp, phần lớn là vì lý do ngân sách của các gia đình không thể trang trải chi phí đồng phục, sách, dụng cụ, và các lệ phí khác để được đến trường. Trong năm học 2000–01, tỉ lệ đến trường của trẻ em học tiểu học là 61% (71% trẻ em trai và 51% đối với trẻ em gái); trong cuối thập niên 1990, tỉ lệ nhập học ở bậc trung học là 15% (20% trẻ em trai và 10% đối với trẻ em gái). Hệ thống giáo dục còn thiếu hoàn chỉnh ở nông thôn do thiếu trường học, đi cùng với việc thiếu giáo viên và sách vở, dụng cụ. Ước tính tỉ lệ biết chữ ở Mali dao động trong khoảng 27–30% đến 46.4% dân số, với tỉ lệ phụ nữ biết chữ đặc biệt thấp hơn đàn ông.

## Văn hóa

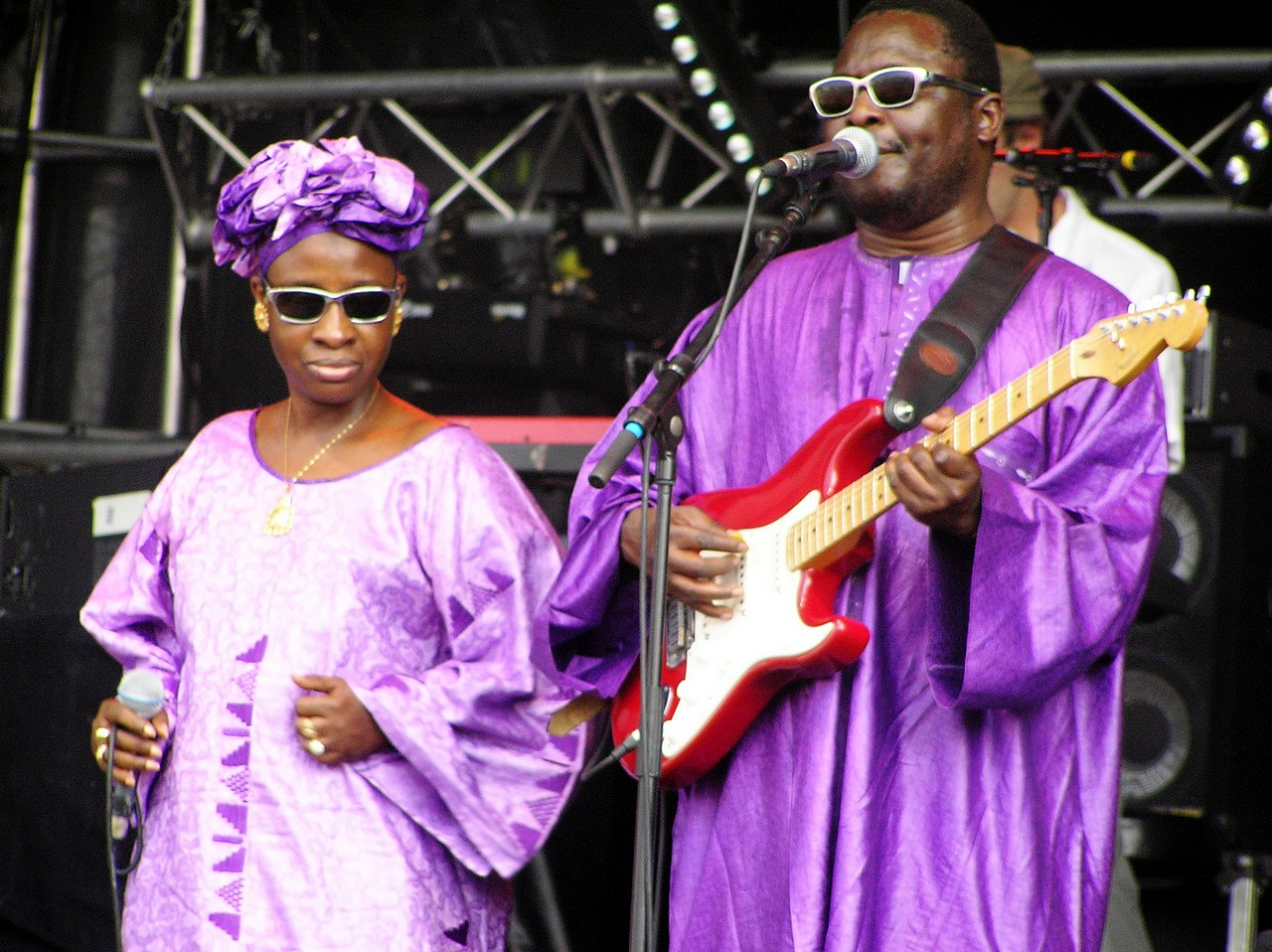
Đôi song ca Mali Amadou et Mariam nổi tiếng trên trường quốc tế nhờ phong cách kết hợp âm nhạc Mali và ảnh hưởng của các trào lưu thế giới

Âm nhạc truyền thống của Mali bắt nguồn từ các griot, được biết đến như là những "Người lưu giữ kỷ niệm".
Âm nhạc Mali phong phú và có nhiều thể loại khác nhau. Một số nghệ sĩ nổi tiếng của Mali là bậc thầy kora Toumani Diabaté, tay guitar Ali Farka Touré, băng nhạc Tinariwen người Tuareg, vài nghệ sĩ nhạc pop châu Phi như Salif Keita, cặp đôi Amadou et Mariam, Oumou Sangare, và Habib Koité.
Mặc dù văn học của Mali kém nổi tiếng hơn nền âm nhạc của chính quốc gia này, Mali vẫn luôn là một trong những trung tâm văn hóa tri thức sống động nhất châu Phi. Nền văn học truyền thống của Mali được tiếp thủ chủ yếu bằng truyền miệng, với những bài hát hay câu chuyện có tên là jalis được học thuộc lòng qua nhiều thế hệ. Amadou Hampâté Bâ, nhà sử học nổi tiếng của Mali, đã dành phần lớn thời gian cuộc đời của ông để ghi chép lại những nét văn hóa truyển miệng này nhằm ghi nhận bản sắc văn hóa của Mali vào văn hóa chung của thế giới. Nhà văn viết tiểu thuyết nổi tiếng nhất của Mali là Yambo Ouologuem với tác phẩm Le devoir de violence đã giành được giải thưởng Prix Renaudot năm 1968 nhưng di sản của ông lại bị tổn hại bởi những cáo buộc đạo văn. Các nhà văn nổi tiếng khác của Mali bao gồm Baba Traoré, Modibo Sounkalo Keita, Massa Makan Diabaté, Moussa Konaté, và Fily Dabo Sissoko.
Các sinh hoạt văn hóa hằng ngày khác biệt của người Mali phản ánh tính đa dạng về sắc tộc và địa lý của đất nước. Phần lớn người Mali mặc một loại áo dài có tên là boubous, một trang phục truyền thống của vùng Tây Phi. Người Mali thường xuyên tham gia các lễ hội truyền thống, khiêu vũ và nghi lễ. Gạo và kê là nguyên liệu chủ yếu của ẩm thực Mali, vốn chủ yếu được làm từ các sản phẩm ngũ cốc. Ngũ cốc được ăn cùng với nước sốt làm từ lá của cây bina hay bao báp có thêm cà chua, hay nước sốt đậu phộng, và có thể đi kèm với thịt nướng (điển hình là gà, cừu, bò, hay dê). Ẩm thực của Mali thay đổi theo từng vùng.

## Thể thao

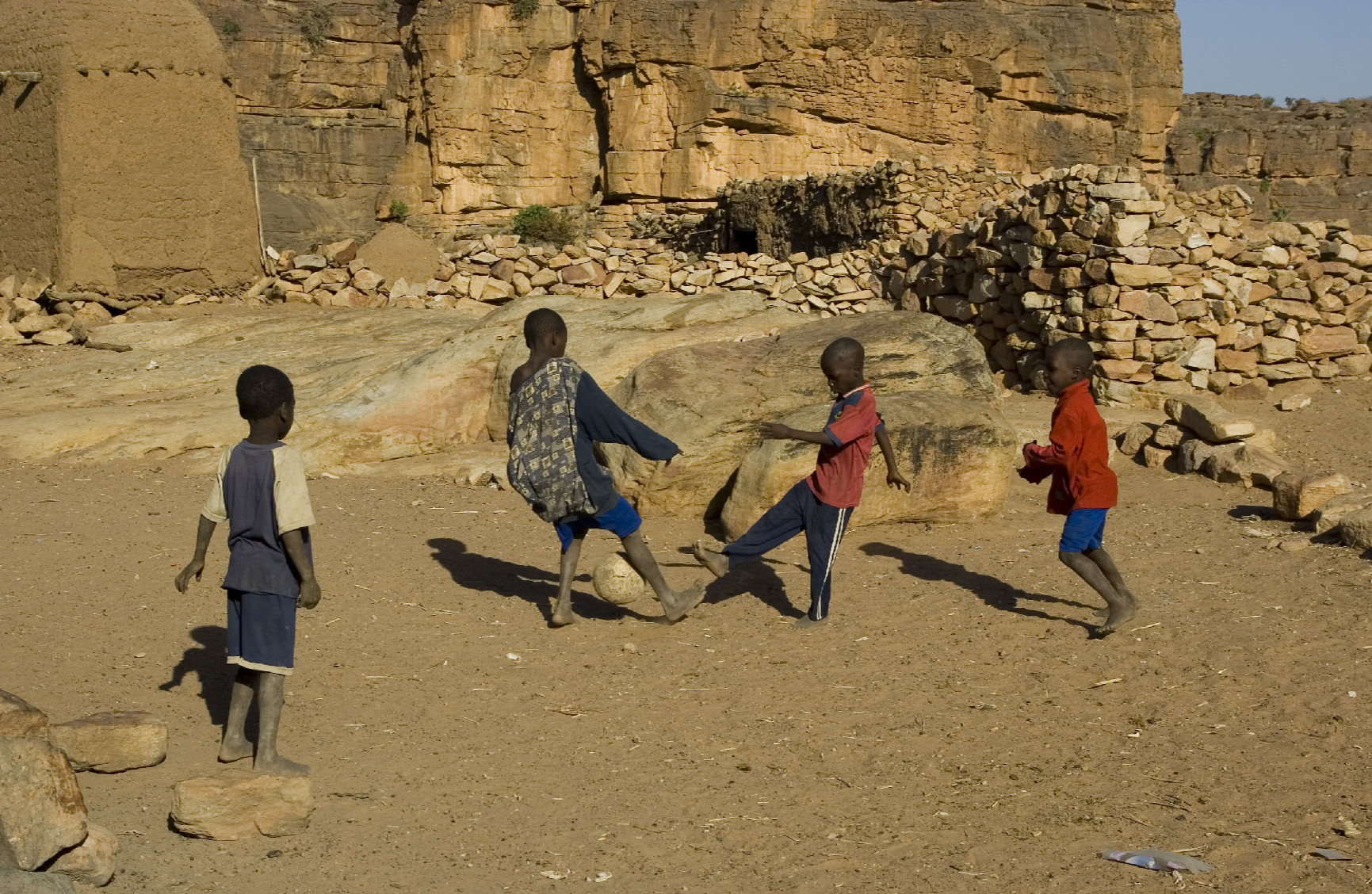
Trẻ em Mali đang chơi đá bóng tại làng Dogon.

Môn thể thao phổ biến nhất ở Mali là bóng đá, vốn được chú ý hơn khi Mali là chủ nhà của Cúp bóng đá châu Phi 2002. Hầu hết các thành phố đều có các đội bóng địa phương; các đội bóng nổi tiếng ở tầm quốc gia là Djoliba AC, Stade Malien, và Real Bamako, tất cả đều ở thủ đô. Trẻ em thường dùng các mảnh vải rách được bó thành quả bóng để chơi. Quốc gia này cũng là nơi sản sinh nhiều cầu thủ xuất sắc có mặt trong đội hình tuyển Pháp như Salif Keita và Jean Tigana. Frédéric "Fredi" Kanouté, đạt danh hiệu Cầu thủ bóng đá châu Phi của năm 2007, hiện đang chơi cho câu lạc bộ Sevilla FC tại giải La Liga của Tây Ban Nha. Những cầu thủ khác cũng thi đấu tại Tây Ban Nha là Mahamadou Diarra, hiện đang là đội trưởng bóng đá Mali, đang chơi cho Real Madrid và Seydou Keita chơi cho FC Barcelona. Các cầu thủ khác hiện tại cũng đang thi đấu tại các giải bóng đá châu Âu như Mamady Sidibe (Stoke City), Mohammed Sissoko (Juventus), Sammy Traore (Paris Saint-Germain), Adama Coulibaly (AJ Auxerre), Kalifa Cisse và Jimmy Kebe (Reading F.C.), và Dramane Traoré (Lokomotiv Moskva). Bóng rổ cũng là một môn thể thao chính ở Mali; Đội tuyển bóng rổ quốc gia nữ Mali, do Hamchetou Maiga làm thủ lĩnh, đã tranh tài tại Thế vận hội Bắc Kinh 2008. Vật truyền thống (la lutte) là môn thể thao tương đối phổ biến, mặc dù đã suy giảm trong những năm gần đây. Trò chơi oware, một biến thể của môn mancala được chơi trong những lúc nhàn rỗi.